# Op
Op is een plaats in het bestuurlijke gebied Timor Tengah Selatan in de provincie Oost-Nusa Tenggara, Indonesië. Het dorp telt 1497 inwoners (volkstelling 2010).